# Mark Berger
Marcus „Mark” Berger (ur. 3 stycznia 1954 w Czerniowcach) – kanadyjski judoka i sambista. Brązowy medalista olimpijski z Los Angeles 1984, w wadze ciężkiej.
Piąty na mistrzostwach świata w 1983; siódmy w 1981; uczestnik zawodów w 1985. Triumfator igrzysk panamerykańskich w 1983. Brązowy medalista mistrzostw panamerykańskich w 1985. Drugi na Igrzyskach Wspólnoty Narodów w 1986. Pięciokrotny medalista mistrzostw Kanady w latach 1981-1986. Wicemistrz świata w sambo w 1988 roku.

## Letnie Igrzyska Olimpijskie 1984
| Konkurencja | Eliminacje            | Repasaże              | Finały                    | Klas. końcowa |
| Konkurencja | Przeciwnik I          | Przeciwnik I          | o 3 miejsce               | Miejsce       |
| ----------- | --------------------- | --------------------- | ------------------------- | ------------- |
| +95 kg      | Hitoshi Saitō (JPN) P | Isidore Silas (CMR) Z | Radomir Kovačević (YUG) Z | 3.            |